# Idolina Landolfi
Maria Idolina Landolfi (Roma, 19 maggio 1958 – Firenze, 27 giugno 2008) è stata una scrittrice, traduttrice e critica letteraria italiana, figlia dello scrittore Tommaso Landolfi e principale curatrice delle sue opere.

## Biografia
Idolina Landolfi nacque a Roma il 19 maggio 1958,figlia di Tommaso e della moglie Marisa , come il padre - lo scrittore Tommaso -, completò i propri studi a Firenze, dove si laureò in Letteratura italiana. 
Visse dividendosi tra l'Italia e Parigi, collaborando come critica letteraria, con articoli su autori italiani e francesi dell'Ottocento e del Novecento per vari quotidiani e settimanali, tra cui "La Stampa", "la Repubblica", "Il Mattino", "il manifesto", "Diario", "Le Monde Diplomatique", "Il Piccolo", "Stilos", "Europe", "Chroniques italiennes"; per più di dieci anni scrisse continuativamente per "Il Giornale" diretto da Indro Montanelli. 
La sua attività di scrittrice non si limitò però a collaborazioni con periodici, e nel corso degli anni ha pubblicato alcuni libri, tra cui raccolte di racconti, un romanzo per ragazzi e un libro d'arte.
Alcuni suoi racconti e articoli apparvero in "Paragone", "Panta", "Nuovi Argomenti", "Il Ponte", "Semicerchio", "Poesia". 
Idolina Landolfi svolse anche un'intensa attività di traduttrice dal francese, occupandosi, in particolare, di testi di Jacques Derrida, Michel Tournier, Elie Wiesel, Eugène Dabit, Boris Vian. 
Tenne corsi di scrittura creativa ed editing a Firenze, Roma e Benevento, alla scuola "Technè", nonché seminari sulla traduzione letteraria presso varie università.
Diresse a lungo, all'interno di un progetto finanziato dalla Provincia di Salerno, la rassegna internazionale di poesia "DiVersi Racconti" e il premio di narrativa "Lo Stellato", curando i relativi volumi di racconti e poesie. 
Per alcuni anni coordinò la sezione dedicata alla letteratura nell'ambito del festival "Benevento Città Spettacolo". La sua attività di curatrice editoriale si rivolse invece per più di vent'anni soprattutto alle opere del padre, ripubblicandole con apparati critici presso gli editori Rizzoli e Adelphi. Proprio al fine di tutelare e gestire i materiali del padre, nel 1996 fondò il Centro Studi Landolfiani, di cui fu la presidente fino alla morte. In questa veste si distinse per aver fondato la rivista «Diario perpetuo», che costituisce il bollettino del Centro stesso.  Collaborò alle pagine culturali del quotidiano Il Giornale fino al maggio 2008.
La sua biblioteca personale è stata donata alla Biblioteca Umanistica di Siena.

## Archivio
Il materiale archivistico e la sua Biblioteca è pervenuto alla Biblioteca della Facoltà di Lettere e Filosofia dell'Università di Siena nel 2010.
Corrispondenza: la corrispondenza è raccolta in 5 scatole e copre un arco cronologico che va dal 1978 al 2008, per una stima complessiva indicativa di circa mille lettere, non ordinate.
Manoscritti: tra i materiali di lavoro di Idolina Landolfi sono conservati fascicoli di racconti dattiloscritti, appunti e altri dattiloscritti di vario tipo; 
Diari, Agende e Taccuini: si conservano 4 agende, ad uso personale e 4 schedari di lavoro, relativi alle traduzioni. 
Raccolte di materiale bibliografico, di giornali, riviste: il fondo consta di una consistente raccolta di riviste e giornali di vario genere
Materiale grafico e iconografico:15 album di fotografie, cartoline illustrate e circa 15 poster, stampe e quadretti.
Documenti su supporti avanzati: il materiale audio-video (una decina di cd-rom e dvd) è per lo più relativo a film.
Biblioteca: il fondo archivistico depositato presso la Biblioteca della Facoltà di Lettere e Filosofia dell'Università di Siena si accompagna alla donazione di circa 3000 volumi appartenuti sia ad Idolina Landofli, tra i quali si può identificare un nucleo strettamente personale costituito da circa 200 libri, che a Tommaso Landolfi, come ad esempio molte prime edizioni dei suoi romanzi databili intorno agli anni '30-'40 del Novecento.

## Prosa e poesia
- Scemo d'amore : racconti, Roma, Empiria, 1998. ISBN 88-85303-64-1
- I litosauri, Roma, Laterza, 1999. ISBN 88-421-0494-9
- Senza titolo testo di Idolina Landolfi, xilografia di Antonio Baglivo, Salerno, SemInAria, 2001
- con Ester Pes, Attacchi d'amore, Milano, ES, 1996. ISBN 88-86534-24-8
- Sotto altra stella, Pasian di Prato, Campanotto Editore, 1996
- Matracci e storte: novelle e novellette mercuriali, Napoli, Graus, 2004. ISBN 88-834-6087-1
- Non mi destare, amore, Firenze, Il Bisonte, 2010

## Traduzioni
- Jean-Christophe Grangé, I fiumi di porpora, Milano, Garzanti, 2005
- Jean-Christophe Grangé, Il concilio di pietra, Milano, Superpocket, 2003
- Jean-Christophe Grangé, Il volo delle cicogne, Milano, Garzanti, 2003
- Michel Tournier, Celebrazioni, Milano, Garzanti, 2001
- Michel Tournier, Eleazar, ovvero La sorgente e il roveto, Milano, Garzanti, 2000
- Annie Ernaux, Passione semplice, Milano, Rizzoli, 1992
- Elie Wiesel, Michael de Saint Cheron, Il male e l'esilio: dieci anni dopo, Milano, Baldini & Castoldi, 2001
- Donna Tartt, Dio di illusioni, Milano, Rizzoli, 1998
- Donna Tartt, Il piccolo amico, traduzione di Idolina Landolfi e Giovanni Maccari, Milano, Superpocket, 2005
- Frances Mayes, Sotto il sole della Toscana, Milano, Rizzoli, 2001
- Frances Mayes, Beautiful Toscana, Milano, Rizzoli, 2001
- Darin Strauss, Chang ed Eng, Milano, Rizzoli, 2001
- Matthew  Kneale, Nero Tamigi, Milano, Bompiani, 1997
- Jacques Derrida, Anne Dufourmantelle, L'ospitalità: le riflessioni di uno dei massimi filosofi contemporanei sulle società multietniche, Milano, Baldini & Castoldi, 2002
- Murray Bail, Eucalyptus, Milano, Mondadori, 1999
- Paule Constant, Confidenza per confidenza, Milano, Rizzoli, 2000
- Alai, Rossi fiori del Tibet, Milano, Rizzoli, 2002
- Jean-Claude Lavie, L' amore e il delitto perfetto, Milano, Baldini & Castoldi, 1998
- Isidore Ducasse Conte di Lautréamont, I canti di Maldoror. Poesie. Lettere, introduzione, traduzione e note di Idolina Landolfi, Milano, Biblioteca universale Rizzoli, 1995
- Gina Barkhordar Nahai, L' incanto del pavone, traduzione di Idolina Landolfi e William S. Maury, Milano, Rizzoli, 1991
- Villiers de l'Isle-Adam, Claire Lenoir, Latina, L'Argonauta, 1999
- Adam Armstrong, Il grido della pantera, Milano, Rizzoli, 2001
- Eva Stachniak, Il giardino di Venere, Milano, Rizzoli, 2005

## Curatele
- Annalisa Alleva et al., Ambiguità: racconti liminari, introduzione e cura di Idolina Landolfi, Cava de' Tirreni, Avagliano, 2000
- Sergio Corazzini, Poesie, introduzione e commento di Idolina Landolfi, Milano, Rizzoli, 1992 ISBN 88-17-16848-3
- Angelo Australi et al., Bugie : dieci racconti di narratori italiani, a cura di Idolina Landolfi, Cava de' Tirreni, Avagliano, 2004
- Geraldina Colotti et al., Dei mali : dieci racconti di narratori italiani, Cava de' Tirreni, Avagliano, 2003
- Josip Osti et al., Conflitti : poesie delle molte guerre, Cava de' Tirreni : Avagliano, 2001
- Nikolaj Leskov, Il viaggiatore incantato, traduzione di Tommaso Landolfi, Milano, Adelphi, 1994
- Fëdor Dostoevskij, Ricordi dal sottosuolo, traduzione di Tommaso Landolfi, Milano, Adelphi, 2007
- Aleksandr Puškin, La dama di picche e altri racconti, traduzione di Tommaso Landolfi, Milano, Adelphi, 2000
- Lev Tolstoj, La morte di Ivan Ilîic; Tre morti e altri racconti, traduzione di Tommaso Landolfi, Milano, Adelphi, 1996
- Nikolaj Gogol', Racconti di Pietroburgo, introduzione e traduzione di Tommaso Landolfi, Milano, Adelphi, 2000
- Charles Nodier, Ines de Las Sierras, traduzione di Tommaso Landolfi, Milano, Adelphi, 1993
- Jakob e Wilhelm Grimm, Fiabe, traduzione di Tommaso Landolfi, Milano, Adelphi, 1999
- Barbey d'Aurevilly, Il più bell'amore di don Giovanni, Latina, L'argonauta, 2000
- Daniela Attanasio et al., Amori: antologia di narratori italiani sugli amori del nostro tempo, introduzione e cura di Idolina Landolfi, Cava de' Tirreni : Avagliano, 2001
- Julia Otxoa et al., Furori: tra poesia civile e passioni personali, disegni di Gelsomino D'Ambrosio, Cava de' Tirreni, Avagliano, 2003
- Théophile Gautier, Smalti e cammei, Cava de' Tirreni, Avagliano, 2000
- Luigi Oldani, Dialogamento, introduzione di Idolina Landolfi, Udine, Campanotto, 1996
- Bernard Noël, Serge Pey, Paroles specchi e versi dell'erotismo, poesie, Cava de' Tirreni, Avagliano, 1999
- Edoardo Albinati  et al., Gli esiliati: undici racconti di narratori italiani, Cava de' Tirreni : Avagliano, 2002
- Alain-René Lesage, Il diavolo zoppo, Roma, Fazi, 1996
- Helle Busacca, Ottovolante, Firenze, Cesati, 1997
- Gérard de Nerval, Le notti d'ottobre, Latina, L'argonauta, 1998
- di Tommaso Landolfi:
  - Opere, I (1937-1959), con una prefazione di Carlo Bo, Milano, Rizzoli, 1991
  - Des mois, prefazione di Enzo Siciliano, Milano : Rizzoli, 1991
  - Opere, II (1960-1971), Milano, Rizzoli, 1992
  - Le due zittelle, Milano, Adelphi, 1992
  - Cancroregina, Milano, Adelphi, 1993
  - Un amore del nostro tempo, Milano, Adelphi, 1993
  - Ombre, Milano, Adelphi, 1994
  - Le labrene, Milano, Adelphi, 1994
  - Racconto d'autunno, Milano, Adelphi, 1995
  - La pietra lunare : scene della vita di provincia, Milano, Adelphi, 1995
  - Dialogo dei massimi sistemi, Milano, Adelphi, 1996
  - Il Mar delle blatte e altre storie, Miano, Adelphi, 1997
  - Tre racconti, Milano, Adelphi, 1998
  - LA BIERE DU PECHEUR, Milano, Adelphi, 1999
- su Tommaso Landolfi:
  - Le lunazioni del cuore: saggi su Tommaso Landolfi, Scandicci, La nuova Italia, 1996
  - Gli altrove di Tommaso Landolfi, atti del Convegno di studi, Firenze, 4-5 dicembre 2001, a cura di Idolina Landolfi e Ernestina Pellegrini, Roma, Bulzoni, 2004
  - La liquida vertigine, atti delle Giornate di studio su Tommaso Landolfi, Prato, Convitto nazionale Cicognini, 5-6 febbraio 1999, Firenze, L. S. Olschki, 2002
  - Un linguaggio dell'anima, atti della giornata di studio su Tommaso Landolfi : Siena 3 novembre 2004, a cura di Idolina Landolfi e Antonio Prete, S. Cesario di Lecce, Manni, 2006
  - «Il piccolo vascello solca i mari». Tommaso Landolfi e i suoi editori, Firenze, Cadmo, 2015